# Eugène Goossens (1845)
Eugène Goossens (Brugge, 25 februari 1845 – Liverpool, 30 december 1906) was een Belgisch dirigent.

## Levensloop
Goossens werd geboren in Brugge en studeerde aan het conservatorium in Brussel. Hij dirigeerde een aantal operacompagnieën door heel Europa, maar werd beroemd met de Carl Rosa Company in Engeland, waar hij werkte vanaf 1873. In 1882 dirigeerde hij de eerste Engelse opvoering van Richard Wagners Tannhäuser in Liverpool.
Hij was de vader van de dirigent en violist Eugène Goossens en grootvader van de dirigent en componist Eugène Aynsley Goossens.